# Чандрасен Ратхор
Рао Чандрасен Ратхор (хинди राव चन्द्रसेन; 30 июля 1541 — 11 января 1581) — раджпутский раджа княжества Марвар (7 ноября 1562 — 11 января 1581). Младший сын Рао Малдева Ратхора. Чандрасен следовал политике своего отца и оставался враждебным к правящим иностранным державам в Индии. Он также известен как Пратап из Марвара. Он защищал свое королевство в течение почти двух десятилетий от безжалостных нападений со стороны Империи Великих Моголов.

## Ранняя жизнь
Чандрасен родился 30 июля 1541 года. Младший сын Рао Малдео (1511—1562), раджи Марвара (1532—1562). Мать — Рани Джхала Сваруп Деви. Его старшим братом был Удай Сингх, его преемник и будущий раджа Марвара.
Малдео назвал его своим преемником, отказавшись от претензий своих старших братьев, Рама и Удай Сингха. Это привело к вечному соперничеству между Чандрасеном и Удай Сингхом.

## Правление
В ноябре 1562 года после смерти своего отца Рао Малдео Чандрасен взошел на княжеский гади (трон) Марвара. Хотя закона о первородстве не существовало, права старшего ребенка редко оставались в стороне. Это привело к вражде между Чандрасеном и его братьями.
В 1562 году Рамчандра, Удай Сингх и Раймал восстали в Соджате, Гангани и Дунде соответственно. Когда Чандрасен послал армию, чтобы усмирить их, Рамчандра и Раймал бежали с поля боя, не встретившись с ним лицом к лицу.
В декабре 1562 года Чандрасен сразился с Удай Сингхом и победил его при Лохавате. В этом сражении обе стороны понесли большие потери в людях и технике. Удай Сингх нанес удар топором Чандрасену, и он также получил удар от Равала Мег Раджа, союзника Чандрасена.
Затем Чандрасен сражался с Рамчандрой при Надоле в 1563 году, и когда Рамчандра не увидел никаких шансов на успех, он бежал в Нагор. Император Акбар воспользовался этими внутренними разногласиями и с помощью раджей Биканера и Амера сражался с Чандрасеном в нескольких битвах.
В 1564 году Хусейн Кули Хан-и-Джахан вторгся и захватил форт Джодхпур . Затем Чандрасен был вынужден отступить в Бхадраджун. Чандрасен Ратхор продолжал бросать вызов могольскому сюзеренитету, время от времени нападая на имперские войска. Ему также удалось утвердиться в северной части Марвара. Однако ему не удалось укрепить свои позиции, и он потерял как людей, так и технику . Первые шесть лет его изгнания кажутся самыми тяжелыми, и он был вынужден продать семейные реликвии, чтобы продолжить свою борьбу.
В ноябре 1570 года Чандрасен прибыл из Бхадраджуна, чтобы присутствовать при дворе Великих Моголов в Нагоре. Удай Сингх также прибыл в ко двору в Фалоди. Похоже, что оба брата явились ко двору с намерением вернуть Джодхпур. Однако вскоре после своего прибытия Чандрасен покинул императорский двор, оставив там своего сына Райсинга. Похоже, что Чандрасен покинул двор, когда понял, что не сможет вернуть Джодхпур королевскими милостями. Кроме того, похоже, что Удай Сингху удалось добиться королевской милости, и его присутствие могло испортить атмосферу для Чандрасена.
Акбар, который чувствовал, что пребывание Райсинга не может выполнить его цели, осадил форт Бхадраджун и захватил его в 1571 году. Чандрасен бежал в форт Сивана . В том же году Рао Чандрасена приветствовал Рана Удай Сингх II из Мевара, а его дочь вышла замуж за Рао. После заключения супружеского союза Чандрасен с новой силой атаковал несколько аванпостов Моголов . Однако ситуация изменилась после смерти Раны Удай Сингха в 1572 году. Рана Пратап, который унаследовал трон, отказался помочь Чандрасену, поскольку сам столкнулся со многими проблемами. Разочарованный этими событиями, Чандрасен покинул Мевар.
В 1575 году против Чандрасена была начата мощная операция Великих Моголов под командованием Шах Кули Хана, Рая Сингха, Кешава Даса и Шахбаза Хана. В 1576 году мощный форт Сивана, который служил столицей Чандрасена, был захвачен моголами.
Затем Акбар послал Джалал-хана захватить Чандрасена. Но в погоне за Чандрасеном по горячим следам Джалал Хан лишился жизни. Похоже, гарнизон, используемый Чандрасеном в Сиване, был достаточно защищен, так как не мог быть вытеснен напряженными усилиями Джалал-хана и других. Он также поставил отряд верных Ратхоров в Дурану.
Наконец, на 21-м году своего правления могольский падишах Акбар решил положить этому конец и послал сильное войско под командованием Мир Бакши Шахбаз хана. Шахбаз-хану удалось захватить форт Дуран и напасть на Сивану. К концу марта 1576 года форт Сивана пал, оставив Чандрасена бездомным скитальцем.
Затем по просьбе своих сардаров он отправился на холмы Пиплода. В это время Равал Хар Рай из Джайсалмера атаковал и захватил форт Поркаран для моголов. Чандрасен предпринял попытки обратиться за помощью к Равалу Аскарану из Дунгарпура. Однако Аскаран уже подчинился Моголам и отказался. Чандрасен был вынужден переезжать с одного места на другое. Равал Аскаран сообщил об этих событиях императору Великих Моголов, который назначил Пайанда-хана и Сайида Касима наказать Чандрасена (1580). К этому времени у Чандрасена осталось всего несколько сотен верных соратников, и он не смог противостоять имперской армии. Он был вынужден отступить в горные ущелья Саранда.
Чандрасен сделал Соджат своей столицей и сплотил своих соплеменников, он использовал холмы Саранда для продолжения войны против империи Великих Моголов.

## Смерть и последствия
Чандрасен Ратхор продолжал свою борьбу вплоть до своей смерти 11 января 1581 года на перевале Сириари . Он был кремирован в Саране, где находится его мемориальный камень. После его смерти Марвар перешел под прямое управление Великих Моголов, пока император Акбар не вернул трон Марвара своему старшему родному брату Удай Сингху в августе 1583 года.